# Алеманнская Википедия
Алема́ннская Википе́дия (алем. нем. Alemannischi Wikipedia) — раздел Википедии на алеманнском наречии немецкого языка.
Был создан 13 ноября 2003 года в качестве издания Википедии на эльзасском диалекте. Год спустя был расширен, чтобы охватить все алеманнские диалекты из-за низкой активности в первый год. С 2004 года все алеманнские диалекты в Википедии были объединены под префиксом (кодом) als.
Основными пользователями и участниками данного раздела Википедии являются люди из Германии, Швейцарии, Австрии, Франции, Лихтенштейна и даже несколько людей из Италии, использующих Вальзерское наречие.
Особенностью Алеманнской Википедии является широкий спектр разрешённых диалектов, включающий швейцарский немецкий, швабский, эльзасский и другие диалекты. Обычно пользователи не могут менять диалект, используемый другим участником. Исключения делаются для некоторых специальных тем, в которых приветствуется необходимость изменения текста для соответствия местному диалекту.
Таким образом, в общем случае статьи могут быть написаны как смесь различных вариантов. Поскольку не существует стандартизированной орфографии алеманнского наречия, орфографические правила не являются строгими. Тем не менее, участникам предлагается придерживаться правил правописания, используемых в литературе алеманнского языка, и введение новых символов не допускается.
Это была первая Википедия на немецком диалекте, после чего появились Баварская и Рипуарская Википедии.

## Код раздела
Код als был использован, потому что в 2003 году не было языкового кода для эльзасского диалекта. ISO 639-3 создала четыре кода для некоторых алеманнских диалектов:
- gct — код для Alemán Coloniero
- gsw — для швейцарского немецкого и эльзасского диалектов
- swg — для швабского немецкого
- wae — для вальзерского наречия

Поскольку все эти четыре диалекта были приняты в Алеманнской Википедии, то было принято решение не перемещать Алеманнскую Википедию к gsw.wikipedia.org, даже хотя код als был закреплён за Тоскским диалектом албанского языка. Для решения данной проблемы участниками Алеманнской Википедии был подан запрос в SIL International о первичном (главном) коде для всех алеманнских диалектов.

## Родственные проекты
Помимо Википедии, на алеманнском наречии были созданы и другие проекты (см. ниже). Так как активность в этих проектах была низкой (даже после многих лет), сообщество Алеманнской Википедии решило объединить все проекты и импортировать всё содержимое других проектов в Алеманнскую Википедию. С апреля 2008 года эти проекты — отдельные пространства имён в Алеманнской Википедии. Также Алеманнские Викитека и Викиновости были созданы как отдельные пространства имён в als: wp.
- Викиучебник
- Викиновости
- Викицитатник
- Викитека
- Викисловарь

## История
| Рост числа статей в Алеманнской Википедии | Рост числа статей в Алеманнской Википедии | Рост числа статей в Алеманнской Википедии |
| Количество                                | Дата                                      | Статья                                    |
| ----------------------------------------- | ----------------------------------------- | ----------------------------------------- |
| 1 статья                                  | 27 декабря 2003                           | Chemie                                    |
| 100 статей                                | 8 октября 2004                            | Jungle Brothers                           |
| 500 статей                                | 15 мая 2005                               | Richard Dindo                             |
| 1000 статей                               | 13 октября 2005                           | Le Landeron (Zunftwesen)                  |
| 2000 статей                               | 7 июня 2006                               | Geschichte des Elsass                     |
| 3000 статей                               | 1 мая 2007                                | Arlise                                    |
| 4000 статей                               | 12 июля 2008                              | Erklärig vo de Mensche- und Bürgerrächt   |
| 5000 статей                               | 8 мая 2009                                | Hunschpach                                |
| 6000 статей                               | 21 февраля 2010                           | Amt Meiebärg                              |
| 7000 статей                               | 14 декабря 2010                           | Batterf                                   |
| 8000 статей                               | 22 февраля 2011                           | Buttwil                                   |
| 9000 статей                               | 16 мая 2011                               | Boron                                     |
| 10 000 статей                             | 22 июня 2011                              | Josef Villiger                            |
| 15 000 статей                             | 6 августа 2011                            | Baritonhorn                               |
| 20 000 статей                             | 12 октября 2015                           | Gion Deplazes                             |
| 25 000 статей                             | 12 сентября 2018                          | Schwyzer Meie                             |

## Статистика
По состоянию на 16 июля 2025 года Алеманнская Википедия содержит 31 234 статьи. В данном языковом разделе Википедии зарегистрировано 112 092 участника, из них 101 совершили какое-либо действие за последние 30 дней, а 7 участников имеют статус администратора. Общее число правок в разделе — 1 069 182.